# Cerotelium fici
Cerotelium fici är en svampart som först beskrevs av Castagne, och fick sitt nu gällande namn av Joseph Charles Arthur 1917. Cerotelium fici ingår i släktet Cerotelium och familjen Phakopsoraceae.   Inga underarter finns listade i Catalogue of Life.